# Osvaldo Riva (lottatore)
Osvaldo Riva (Genova, 3 novembre 1927 – Genova, 14 aprile 2004) è stato un lottatore italiano specializzato nella lotta greco-romana. Ha rappresentato l'Italia ai Giochi olimpici di Roma 1960 nella pesi welter, concludendo al quinto posto in classifica.